# ريتا هورسكي
ريتا صوفي كارينا هورسكي (ولدت في 15 مايو 1995) هي لاعبة ألعاب قوى فنلندية متخصصة في سباقات الحواجز. فازت بالميدالية الذهبية في سباق 60 مترًا حواجز في بطولة أوروبا للصالات المغلقة 2023، لتفوز فنلندا بأول ميدالية لها على الإطلاق في هذا الحدث، بعد احتلالها المركز الرابع في نسخة 2019. احتلت هورسكي المركز الثاني في سباق 100 متر حواجز في دورة الألعاب الجامعية 2019.
مثلت بلدها في أولمبياد طوكيو 2020 وكذلك في بطولة العالم لألعاب القوى 2019 و2022. وهي حاملة الرقم القياسي الفنلندي في سباق 60 مترًا حواجز، وفازت بلقبين وطنيين فرديين.
حسّن هورسكي الرقم القياسي الفنلندي في سباق 60 مترًا حواجز خمس مرات في عام 2023 (7.90، 7.88، 7.86، 7.81 و7.79 ثانية).